# 伊恰拉山
伊恰拉山（俄語：Гора Ичара），日称伊皿山（日语：／）是西萨哈林山脉的山，位于斯圖坎比斯角以东，属萨哈林州乌格列戈尔斯克区，旧属桦太厅惠须取郡鹈城村，海拔1,022米。